# سیارک ۱۰۶۴۸
سیارک ۱۰۶۴۸ (به انگلیسی: 10648 Plancius، نامگذاری:4089P-L) ده هزار و ششصد و چهل و هشتمین سیارک کشف شده‌است که در ۲۴ سپتامبر ۱۹۶۰ کشف شد.